# Oak Level (Wirginia)
Oak Level – jednostka osadnicza w Stanach Zjednoczonych, w stanie Wirginia, w hrabstwie Henry.